# Miragenil
Miragenil fue una antigua población española que acabaría constituyendo el germen del actual municipio de Puente Genil. 
Fue fundada en 1568 en la orilla suroeste del río Genil por el marqués de Estepa, frente a la población de La Puente de Don Gonzalo, señorío de la Casa de Aguilar en el Reino de Córdoba. Miragenil quedaría asociada con el municipio de Estepa, que formaba parte del Reino de Sevilla. Con el paso de los años ambas poblaciones acabarían uniéndose para formar un municipio unificado, integrándose además Miragenil en la provincia de Córdoba, dando lugar a la actual Puente Genil en 1834. A partir de entonces la antigua localidad se convirtió en un barrio de Puente Genil, en el que se ubicó la plaza de toros del municipio en la primera mitad del siglo XX y que desapareció en la década de 1950.